# Neomys teres
Espèce
Synonymes
- Neomys schelkovnikovi Satunin, 1913

Statut de conservation UICN

 LC  : Préoccupation mineure
Neomys teres est une espèce de mammifère insectivore de la famille des Soricidae. C'est une musaraigne aquatique.
Synonyme : Neomys schelkovnikovi Satunin, 1913.